# II Sínode de Sevilla
El II Sínode de Sevilla fou una reunió dels bisbes de la província Bètica al Regne de Toledo el 619.
El I Sínode conegut s'havia fet el 590.
El Sínode va aprovar una declaració sobre les dues naturaleses de Crist en una única persona. Es va privar als bisbes del dret de secularitzar al clero (capellans i diaques), la qual cosa correspondria als Sínodes (la pràctica es va estendre a tot el regne). Sembla que es va intentar, sense gaire èxit, convèncer un personatge anomenat Sintharius que abandonés creences errònies, probablement herètiques; també es van portar a efecte complexes intrigues per deposar el bisbe d'Astigi (Écija). Es va prohibir als diaques usar dues estoles (oraria) en lloc d'una, per presumir. L'estola havia de ser blanca i amb escassos colors, i no podia estar brodada en or.